# Zone de fracture de Tjörnes

Carte des régions volcaniques d'Islande avec la zone de fracture de Tjörnes (TFZ) au nord.

La zone de fracture de Tjörnes est une zone de failles transformantes d'Islande située dans le nord du pays, partie de la dorsale médio-atlantique entre la dorsale Kolbeinsey au nord et la zone volcanique Nord au sud. Elle tire son nom de la Tjörnes, une petite péninsule. Sismiquement très active, elle est à l'origine depuis quelques décennies de nombreuses secousses, notamment à la sortie de l'Eyjafjörður et pouvant être ressenties par les populations des villages de la Tröllaskagi et de la Flateyjarskagi,.